# Peter Caffrey
Peter Caffrey (Dublin, 18 de abril de 1949 – Shrewsbury, 1 de janeiro de 2008) foi um ator irlandês mais conhecido por fazer o papel de Padraig O'Kelly, na série Ballykissangel, mas também como ator filmográfico. Morreu em 1 de janeiro de 2009 em razão de complicações cardíacas.